# Чернявский, Игорь Александрович
Игорь Александрович Чернявский (укр. Ігор Олександрович Чернявський; род. 14 сентября 1995, Светлодарск, Донецкая область) — украинский мини-футболист, нападающий клуба ХИТ и сборной Украины. Участник чемпионата Европы по мини-футболу 2022 года. Бронзовый призёр Чемпионата мира 2024 года.

## Биография
С 6 до 18 лет занимался карате. На футзал перешёл после поступления в университет, где начал играть за сборную вуза. В 2014 году стал чемпионом Студенческой лиги ФК «Шахтёр».
Выступал за харцызскую «Артемиду» (2015), донецкий АРПИ (2016), «Харцызск» (2016), симферопольский СКФ (2016—2017) и донецкий «Локомотив» (2017).
С 2018 года — игрок киевского футзального клуба «Грифон». В 2019 году стал победителем Первой лиги Киева, лучшим бомбардиром Первой лиги и финалистом Кубка Киева. В сезоне 2019/20 выступал за кишинёвское «Динамо».
Летом 2020 года присоединился к киевскому клубу ХИТ, куда его пригласил Тарас Шпичка. В марте 2021 года был признан лучшим игроком чемпионата Украины по мини-футболу.
В составе сборной Украины выступает на чемпионате Европы по мини-футболу 2022 года.